# Probolomyrmex dammermani
Probolomyrmex dammermani är en myrart som beskrevs av Wheeler 1928. Probolomyrmex dammermani ingår i släktet Probolomyrmex och familjen myror. Inga underarter finns listade i Catalogue of Life.

## Bildgalleri

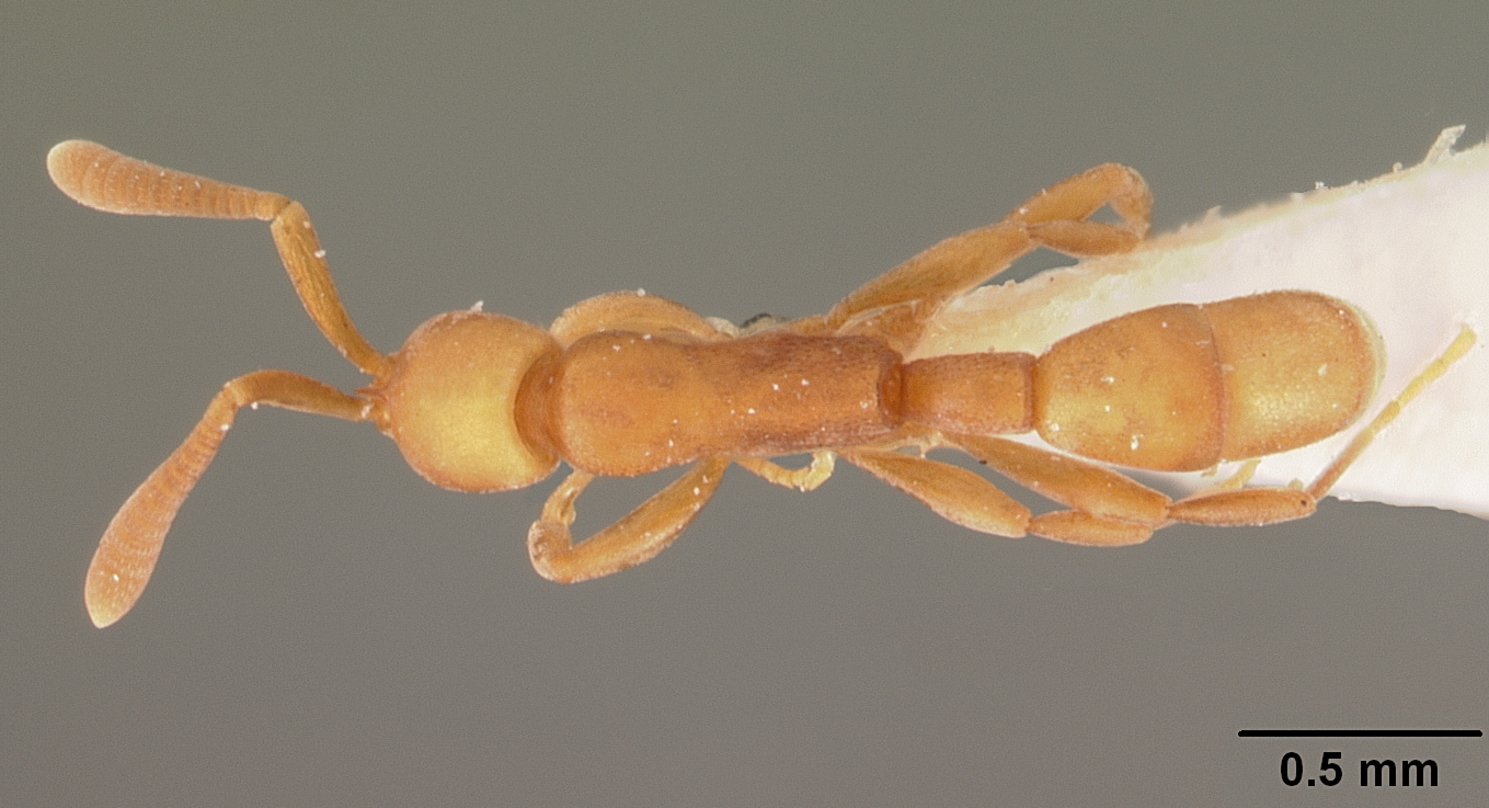
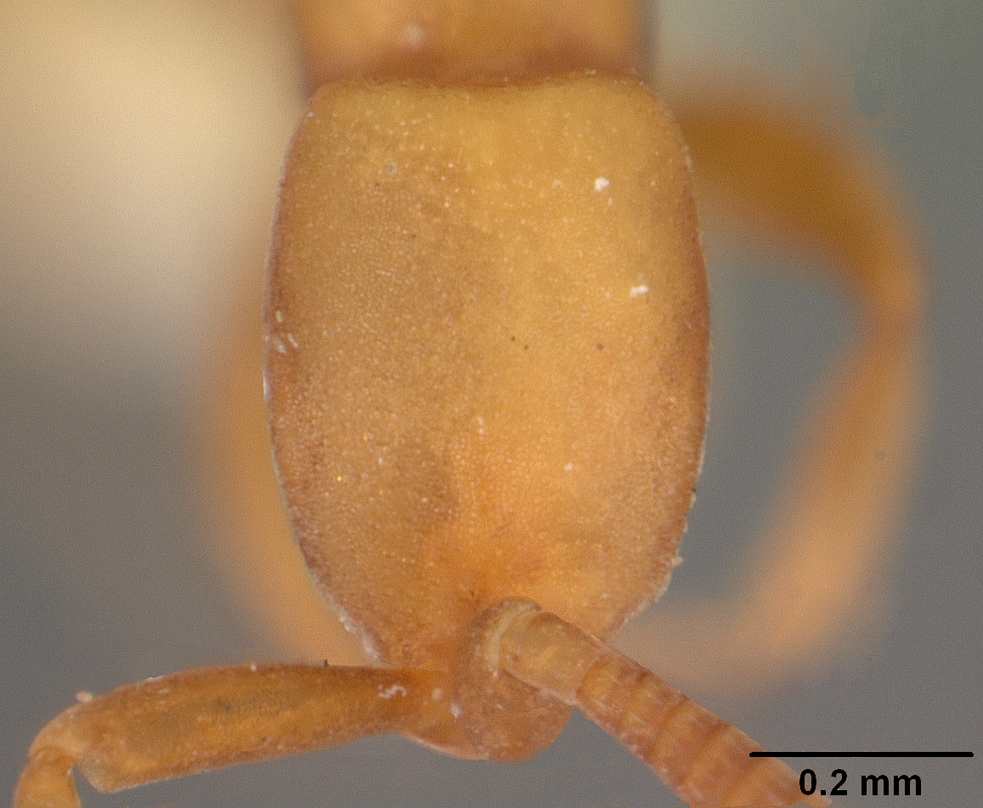
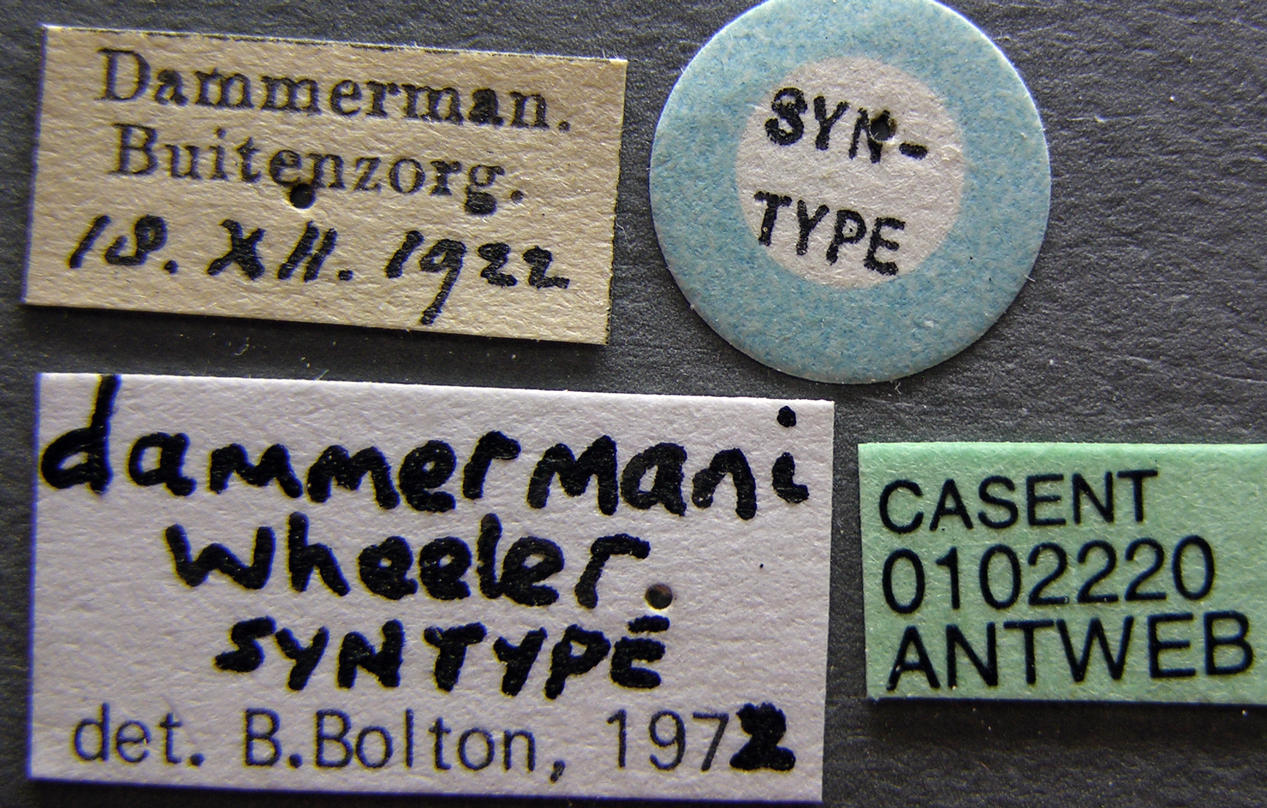
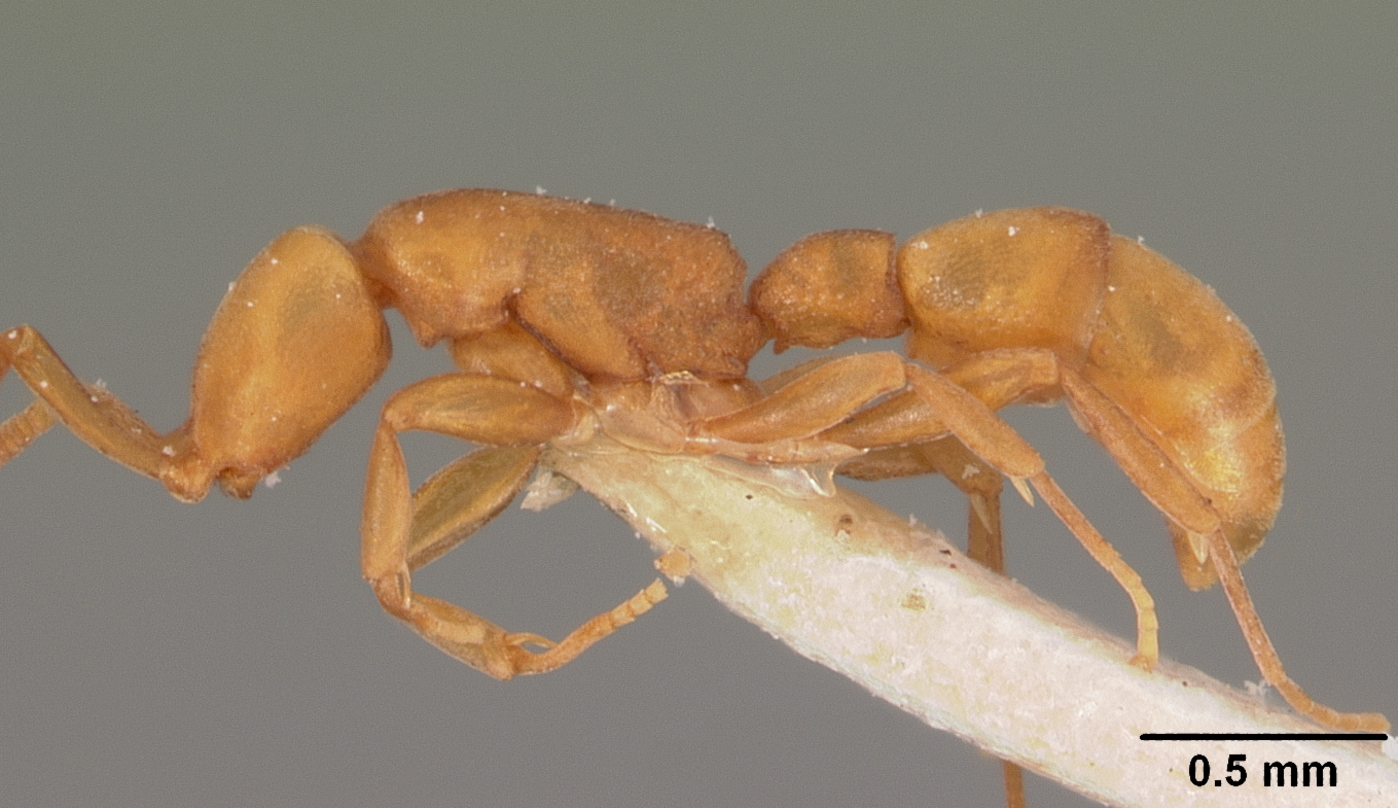